# Santa Ovaia
Santa Ovaia é uma povoação portuguesa do Município de Oliveira do Hospital que foi sede da extinta Freguesia de Santa Ovaia, freguesia que tinha 2,45 km² de área e 597 habitantes (2011), e, por isso, uma densidade populacional de 243,7 hab/km².
A Freguesia de Santa Ovaia foi extinta (agregada) pela reorganização administrativa de 2012/2013, tendo o seu território sido integrado na então criada União de Freguesias de Santa Ovaia e Vila Pouca da Beira.

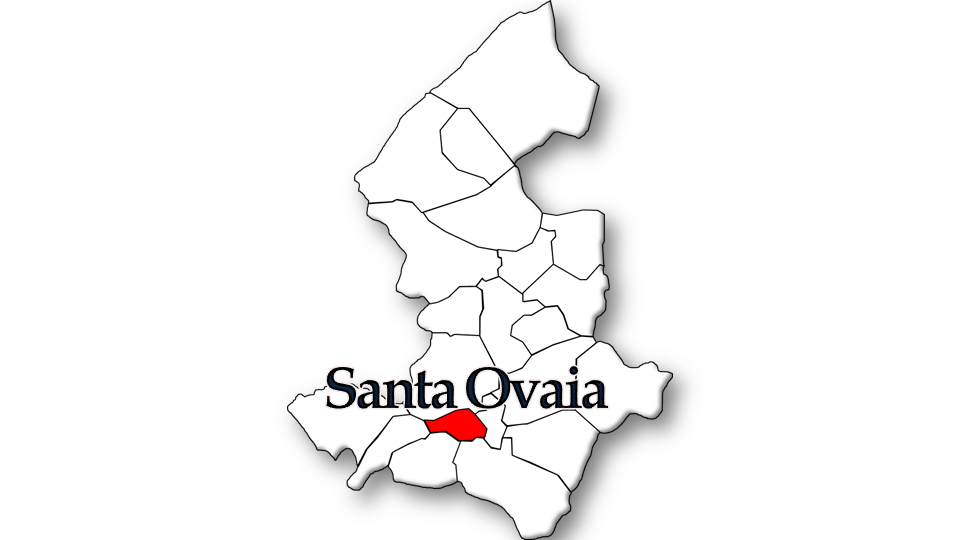
Localização no Município de Oliveira do Hospital

## População

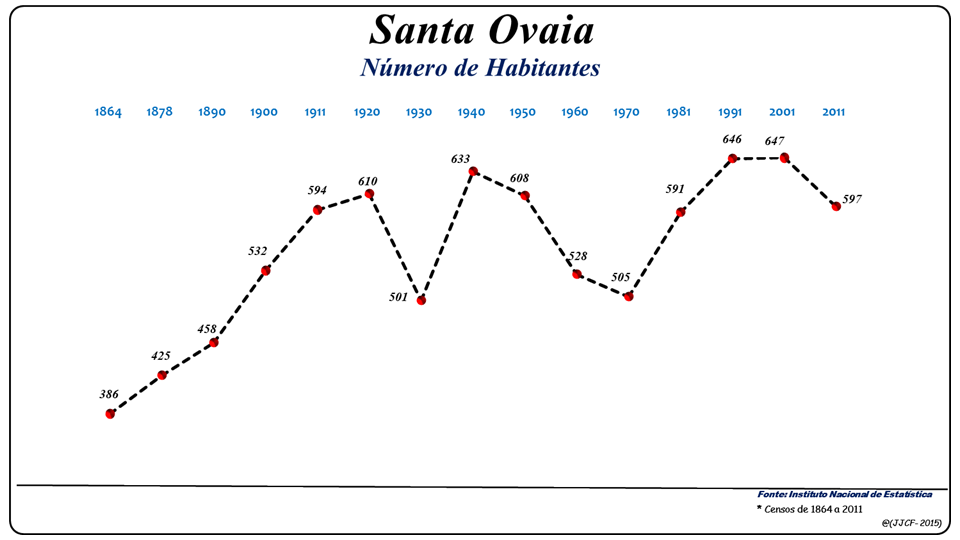
Evolução da População (1864 / 2011)

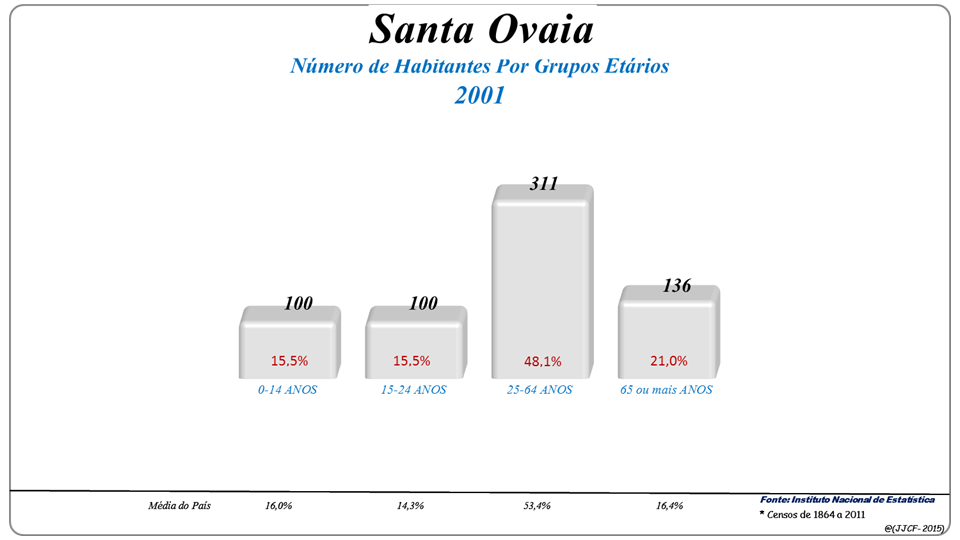
Grupos Etários (2001 e 2011)

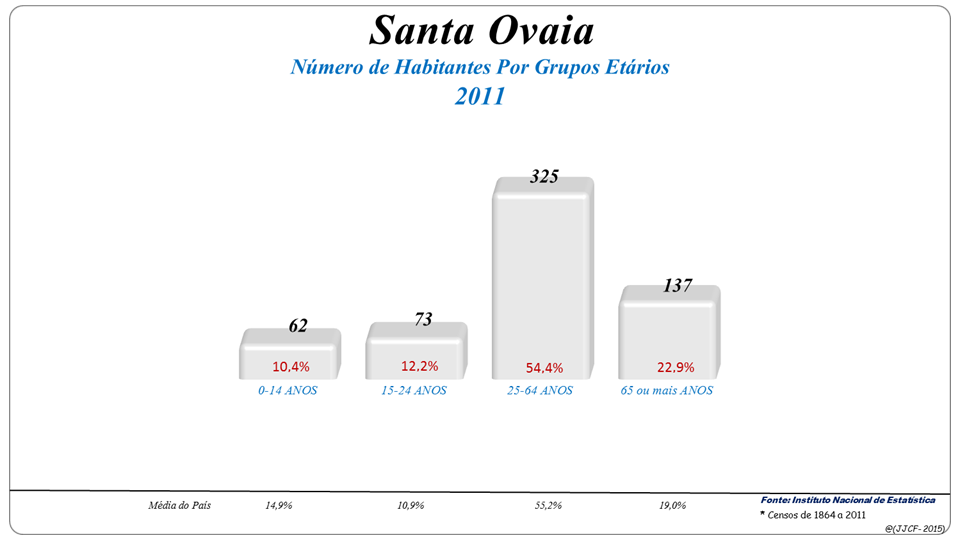
Grupos Etários (2001 e 2011)

| População da freguesia de Santa Ovaia | População da freguesia de Santa Ovaia | População da freguesia de Santa Ovaia | População da freguesia de Santa Ovaia | População da freguesia de Santa Ovaia | População da freguesia de Santa Ovaia | População da freguesia de Santa Ovaia | População da freguesia de Santa Ovaia | População da freguesia de Santa Ovaia | População da freguesia de Santa Ovaia | População da freguesia de Santa Ovaia | População da freguesia de Santa Ovaia | População da freguesia de Santa Ovaia | População da freguesia de Santa Ovaia | População da freguesia de Santa Ovaia |
| ------------------------------------- | ------------------------------------- | ------------------------------------- | ------------------------------------- | ------------------------------------- | ------------------------------------- | ------------------------------------- | ------------------------------------- | ------------------------------------- | ------------------------------------- | ------------------------------------- | ------------------------------------- | ------------------------------------- | ------------------------------------- | ------------------------------------- |
| 1864                                  | 1878                                  | 1890                                  | 1900                                  | 1911                                  | 1920                                  | 1930                                  | 1940                                  | 1950                                  | 1960                                  | 1970                                  | 1981                                  | 1991                                  | 2001                                  | 2011                                  |
| 386                                   | 425                                   | 458                                   | 532                                   | 594                                   | 610                                   | 501                                   | 633                                   | 608                                   | 528                                   | 505                                   | 591                                   | 646                                   | 647                                   | 597                                   |

## Património
- Igreja de Nossa Senhora da Expectação (matriz)
- Capela de Santo António
- Casas setecentista, dos Castro e dos Nunes Hall
- Cruzeiro
- Alminhas
- Miradouro dos Barreiros
- Granito de Santa Ovaia

## Gíria dos arguinas
Gíria dos arguinas é o linguajar por pedreiros típico da freguesia de Santa Ovaia, onde existe Museu do Arguina.
Entre os canteiros e pedreiros a designação de 'arguina', corresponde ao pedreiro que aparelhava a pedra e edificava a obra e o canteiro que fazia os trabalhos mais finos e delicados, como os brazões e janelas.
Exemplo: “À choina fusca o losque vai lhastir para rebaixates e os lhegos vão para a pildra jornir”, que quer dizer: "À noite, o sol vai baixar, e as crianças vão para a cama dormir". 